# ژارگون

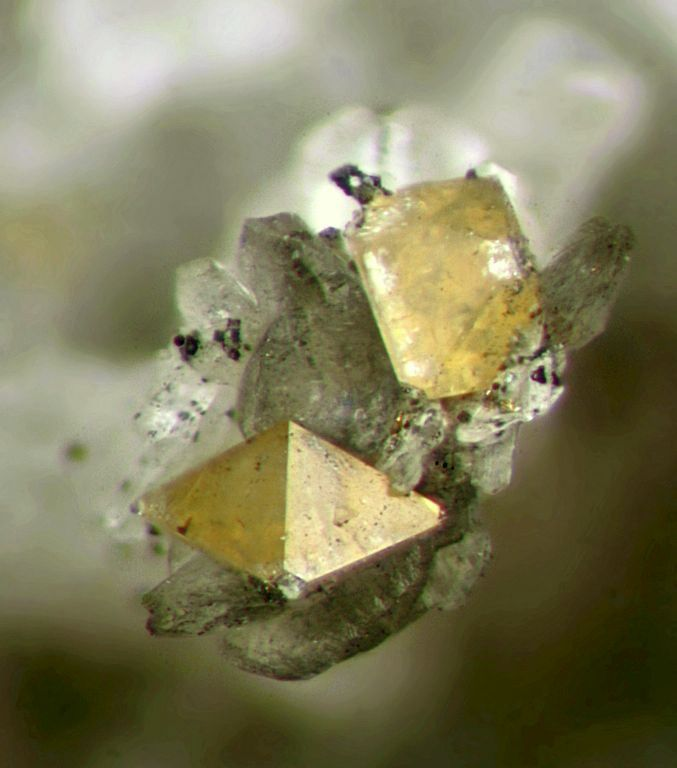
نمای جارگون

جارگون (به انگلیسی: Jargoon) به گروهی از کانی‌های زیرکن گفته می‌شود که مناسب بریده شدن برای تولید گوهرسنگ باشند اما رنگشان مانند هیاسنیت قرمز نباشد. نام آن از واژهٔ فارسی "زرگون" برگرفته شده است (به معنای "مانند طلا"). برخی جارگون‌ها سبز، برخی قهوه‌ای یا زرد و گروهی نیز بی‌رنگ هستند. از آنجا که زیرکن تحت دمای بالا رنگش را تغییر یا آن را از دست می‌دهد، جارگون بی‌رنگ را می‌توان از حرارت دادن بعضی سنگ‌های آن بدست آورد.
به سختی در HF - H2SO۴ و HCl حل می‌شود. ZrO2:67.01% SiO۲:۳۲٫۹۹٪ و ادخال هایU-Th- H2O (مالاکون - سیرتولیت) Y-Nv (نائژیت) HF (آلویت) و عناصر جزئی قابل ردیابی.
(اویمالیت) برای اولین بار در روسیه کشف شد. از نظر شکل بلور: منشوری - بی پیرامیدال -، رنگ: سبز تیره - بی‌رنگ است، شفافیت: شفاف، شکستگی: صدفی، جلا: شیشه‌ای - الماسی - چرب، رخ: ناقص - مطابق با سطح، سیستم تبلور: کوادراتیک و در رده‌بندی سیلیکات است همچنین خاصیت مغناطیسی ندارد و منشأ تشکیل آن ماگمایی - دگرگونی - پگماتیتی - رسوبی - آبرفتی - است.
همایند کانی‌شناسی (پارانژ) آن سختی - چگالی - واکنش هایشیمیایی - اشعه Xگزنوتیم - توریت - گارنت- بیوتیت- آمفیبول- کوارتز- گارنتمتامیکتایتیایزومتریک است
، از نظر ژیزمان بلوری - آگرگات دانه‌ای - دندریتی - شعاعی - دانه‌ای - آبرفتی کمیاب است و بیشتر در در آبرفت‌های سری لانکا، تایلند، بیرمانی و برزیل یافت می‌شود.